# Popis naselja u Delawareu
Ovo je popis inkorporiranih gradova, mjesta i sela, mjesta grada, neinkorporiranih područja i popisom određenih mjesta te "gradova duhova" u američkoj saveznoj državi Delawareu.

## A
- Arden (Delaware)
- Ardencroft (Delaware)
- Ardentown (Delaware)

## B
- Bear (Delaware)
- Bellefonte (Delaware)
- Bethany Beach (Delaware)
- Bethel (Delaware)
- Blades (Delaware)
- Bowers (Delaware)
- Bridgeville (Delaware)
- Brookside (Delaware)

## C
- Camden (Delaware)
- Cheswold (Delaware)
- Claymont (Delaware)
- Clayton (Delaware)

## D
- Dagsboro (Delaware)
- Delaware City (Delaware)
- Delmar (Delaware)
- Dewey Beach (Delaware)
- Dover Base Housing (Delaware)

## E
- Edgemoor (Delaware)
- Ellendale (Delaware)
- Elsmere (Delaware)

## F
- Farmington (Delaware)
- Felton (Delaware)
- Fenwick Island (Delaware)
- Frankford (Delaware)
- Frederica (Delaware)

## G
- Georgetown (Delaware)
- Glasgow (Delaware)
- Greenwood (Delaware)

## H
- Harrington (Delaware)
- Hartly (Delaware)
- Henlopen Acres (Delaware)
- Highland Acres (Delaware)
- Hockessin (Delaware)
- Houston (Delaware)

## K
- Kent Acres (Delaware)
- Kenton (Delaware)

## L
- Laurel (Delaware)
- Leipsic (Delaware)
- Lewes (Delaware)
- Little Creek (Delaware)
- Long Neck (Delaware)

## M
- Magnolia (Delaware)
- Millsboro (Delaware)
- Millville (Delaware)
- Milton (Delaware)

## N
- New Castle (Delaware)
- Newport (Delaware)
- North Star (Delaware)

## O
- Ocean View (Delaware)
- Odessa (Delaware)

## P
- Pike Creek (Delaware)
- Pike Creek Valley (Delaware)

## R
- Rehoboth Beach (Delaware)
- Rising Sun-Lebanon (Delaware)
- Riverview (Delaware)
- Rodney Village (Delaware)

## S
- Selbyville (Delaware)
- Slaughter Beach (Delaware)
- South Bethany (Delaware)

## T
- Townsend (Delaware)

## V
- Viola (Delaware)

## W
- Wilmington Manor (Delaware)
- Woodside (Delaware)
- Woodside East (Delaware)
- Woodway (Washington)
- Wyoming (Delaware)